# 3・2・1
『3・2・1』（スリー・トゥー・ワン）は、日本のバンドzilchの1枚目のオリジナルアルバムである。

## 概要
元キリング・ジョークのポール・レイヴンと元プロフェッショナルズのレイ・マクヴェイを迎え、ニューヨークで結成されたhide率いるロックバンド「zilch」のデビューアルバム。
このプロジェクトが動き出したのがhideの1stソロツアー終盤に、ある音楽関係者から音源を渡されたhideが「こういうの好きでしょ？」という問いかけから始まったという。
また、hideの2ndアルバム『PSYENCE』に収録されているインダストリアル色の強い曲「DAMAGE」はzilchとして録音されたものも存在し、かつて横須賀に存在した、hideミュージアム閉館の最終キャンペーン中に館内で流された他、hide関連のイベントでI.N.AがDJをする際に選曲する事もあるなど、幾度か披露されている。
そのため、アルバムには未収録のmix違いの曲は複数存在するが唯一、mix違いでもない未発表曲となっている。音源化は2025年においてもされておらず、2024年にhide名義でのアルバムがリマスター音源としてリリースされた際にも、zilch絡みの告知は一切なく、DAMAGEの音源化予定も無し。
おそらく、過去にI.N.Aがメディア媒体で話していた権利絡みの問題と思われる。

## 録音
レコーディング期間は1996年～1997年の2年間にかけて行われている。これはアルバムの歌詞カードにて確認が出来る。トラックごとに製作時期にクレジットが付いていていつレコーディングをされていたのかが読み取れる。余談ではあるが初回限定盤の歌詞カードにローマ字による日本語でhideの死へのメッセージがメンバーによって書かれている。
I.N.Aはインダストリアルに精通していたBill Kennedyの勧めでプログラマー・Eric Caudieuxから本プロジェクトのサウンドメイキングにおける素材編集ソフト「Pro Tools」によるテクニックを出し惜しみ無しに教えてもらった。今まで慣れ親しんでいた「Digital Performer」を手放して「Pro Tools」にシフトし、使用方法の勉強・波形編集の反復練習を繰り返した。この作業は1曲につき1万箇所以上の編集をしなければならず、想像以上の時間と手間がかかったが、その見返りは大きくそれまでhideとI.N.Aが焦がれていても手に入れることができなかった「ナイン・インチ・ネイルズ」等のインダストリアルに代表される「グルーヴ無きグルーヴ」を手に入れることができた。
Billによるギターの音作りも通常の「1本のギターに対して1台のギターアンプを鳴らす」手法を「高音を上げると低音が物足りなくなる」「低音を出すと中音が消えてしまう」等トータルな調整が難しいと使用せず、特殊なスプリッタを使い1台のギター何台ものギターアンプを同時に鳴らし、それぞれのアンプの属性を考慮できた良い部分のみを抽出した後に編集することで完璧なギターサウンドを目指した。但しこのスプリッタはカナダの製造メーカーからの個人輸入であり、「すぐに解析されて、安価で作られてしまう」という理由で日本への輸出が許可されていない、リベットで厳重に接合された曰く付きの代物だった。
録音機材も1990年代には定着していた「SONY PCM-3348」ではなく1970年代～1980年代に活躍した「Studer A800」を使用し、録音した素材をコンピューターに取り込んで編集する方針にした。
但し、実際の制作現場は真面目とは程遠く、様々な玩具がちらかり、スタッフ・ミュージシャンが平気でビールを飲み、放送禁止用語を連発し、犬を連れ込み、排泄物が落ちていて、アダルトビデオが流れるのが日常茶飯事だった。hide・I.N.Aが「PSYENCE」制作・「hide solo tour PSYENCE A GO GO」開催のため不在だった時に、スタジオに遊びにきたミュージシャンを次々とレコーディングに参加させて、自由に創作活動をさせた。そのスタイルは良く言えば柔軟性があり、悪く言えば計画性のないものでzilchのコンセプトを見失わせ、制作そのものが暗礁に乗り上げてしまった状況にhide・I.N.Aを愕然とさせた。制作費がかさみ続け、桁が1つ増える間際の状況にhideはI.N.Aを避難させて、自ら「発狂」と称した環境整備を行い、一気にアルバム完成へと向かわせた。

## 音楽性とテーマ
楽曲の製作方法は、hideが日本語で歌った曲に対してレイが「hideの発音する日本語の発音に近い英語」を当てはめていく形で行われた。その結果、英語が日本語のように聴ける曲が存在する。
「後先考えない」ことをコンセプトとして重視し、音色の練り上げとアレンジに集中した。
そのおかげでhideは自分の方向性が間違っていなかったことを確信し、ノウハウを「ROCKET DIVE」以降の作品につなげる事ができた。

## アートワーク
マリリン・マンソン等を手掛けた映像作家・写真家であるディーン・カーがジャケットデザインを手掛けた。
「ELECTRIC CUCUMBER」のMVもディーンによって制作され、その内容は「赤い髪のドレッドヘアをしたhideが空中に浮かび、顔と体にゴキブリを貼り付け、ボンテージ姿の老婆を四つん這いに抑え込みながらシャウトする」というエキセントリックな内容だった。ディーンは、「赤ちゃん用の紙おむつを穿くか、ゴキブリを身体中に貼り付けるか」という提案をした。hide以外のメンバーは紙おむつを選択したが、hideはゴキブリを身体中に貼り付けることを選んだ。また、hideは大のゴキブリ嫌いで「部屋にゴキブリが出たら引越しをする」と発言するくらいゴキブリを嫌っていたため、本人の衝撃発言に驚いたスタッフも大勢いた。

## プロモーション
1997年には完成していたものの、hide曰く「大人の事情」により発売が遅れ、hideの死から2ヵ月後に発売された。
後に、アメリカでのレコード契約が複数社から「zilchとしての作品を複数枚にわたって発売して、数年間をアメリカでの拘束を保証して欲しい」という契約の要請が来て、交渉が難航していた事が原因だったことが判明した。
既に日本での仕事のスケジュールが1年以上先まで埋まっていたhideは、完成していた本作の発表・zilchとしての活動を行うことが出来ないでいたが、反面「X JAPANのhideだから興味を持ったのではなく、純粋にzilchの音楽性だけを評価してくれた」「日本におけるセールスをアメリカのメジャーレーベルが期待しているわけではない」と冷静になれた。
そのため、「日本での活動をメインとしつつ、アメリカでは制約の多いメジャーレーベルではなくインディーズレーベルからリリースして、徐々に広げて行こう」と決めた。
1998年1月1日に匿名で「ELECTRIC CUCUMBER」のMVを流し、そこから限定的なメディアで断片的な情報を作為的に流していくプロモーション戦略を取った。

## 収録曲
| #         | タイトル                          | 作詞                         | 作曲                         | 時間  |
| --------- | --------------------------------- | ---------------------------- | ---------------------------- | ----- |
| 1.        | 「ELECTRIC CUCUMBER」             | McVEIGH、hide                | McVEIGH、hide                | 4:59  |
| 2.        | 「INSIDE THE PERVERT MOUND」      | McVEIGH、hide                | McVEIGH、hide                | 3:58  |
| 3.        | 「SOLD SOME ATTITUDE」            | McVEIGH、hide                | McVEIGH、hide                | 4:06  |
| 4.        | 「SPACE MONKEY PUNKS FROM JAPAN」 | McVEIGH、hide                | McVEIGH、hide                | 4:45  |
| 5.        | 「SWAMPSNAKE」                    | SENSATIONAL ALEX HARVEY BAND | SENSATIONAL ALEX HARVEY BAND | 2:42  |
| 6.        | 「WHAT'S UP MR.JONES?」           | McVEIGH、hide                | McVEIGH、hide                | 3:26  |
| 7.        | 「HEY MAN SO LONG」               | McVEIGH、hide                | McVEIGH、hide                | 4:14  |
| 8.        | 「PSYCHE」                        | McVEIGH、hide                | McVEIGH、hide                | 4:41  |
| 9.        | 「FUCTRACK#6」                    | McVEIGH、hide                | McVEIGH、hide                | 3:25  |
| 10.       | 「DOUBT」                         | McVEIGH、hide                | McVEIGH、hide                | 4:52  |
| 11.       | 「POSE」                          | McVEIGH、hide                | McVEIGH、hide                | 3:53  |
| 12.       | 「EASY JESUS」                    | McVEIGH、hide                | McVEIGH、hide                | 4:34  |
| 合計時間: | 合計時間:                         | 合計時間:                    | 合計時間:                    | 49:30 |

### 楽曲解説
- ELECTRIC CUCUMBER
  - 1995年に開催された「X JAPAN写真展」のBGMに使用された「COMMENT」が原型となった[14]。
- INSIDE THE PERVERT MOUND
  - hideのアルバム「Ja,Zoo」には、この曲のhide with Spread Beaverバージョンが「LEATHER FACE」というタイトルで収録されている。リリースはzilchのCDが後になったが、レコーディングはzilchのバージョンが先に終わっていた。
- WHAT'S UP MR.JONES?
  - X JAPANのアルバム『DAHLIA』に収録の「DRAIN」のセルフカバー。
  - 完成した後hideが「みんなこりゃすげーってマジでビックリして絶賛してるよ!」とI.N.Aの編集・プログラミングのスキルを褒め称えた[15]。
- FUCTRACK#6
  - hideのアルバム「HIDE YOUR FACE」に収録の「FROZEN BUG '93」を再構築した楽曲。
- DOUBT
  - hideのシングル「50%&50%」に収録の同名曲のカバー。
  - 「タモリ倶楽部の空耳アワーになっている。英語なのに歌うと日本語に聴こえる」と面白がり、「DAHLIA TOUR 1995-1996」開催時の移動中でも歌い回しを練習していた[16]。
- POSE
  - hideのアルバム『PSYENCE』に収録の同名曲のカバー
メンバーが最初に着手した楽曲。元々hideのソロナンバーだったが、日本語の響きに近い英語を当てはめる形で英語詞に作り変えた[17]。
- EASY JESUS
  - hideのシングル「Beauty & Stupid」のカップリング曲、「Squeeze IT!!」を再構築した楽曲[18]。

## 参加ミュージシャン
- hide - ボーカル、ギター
- I.N.A - プログラミング
- レイ・マクヴェイ - ボーカル(#3,4,9)、ギター(#1,2,4,5,6,9,11)、コーラス(#2,3,5,6,7,8,10,11,12)、プログラミング(#2,5)
- ポール・レイヴン - ベース、コーラス(#1)
- Joey Castillo - ドラムス(#2,3,6,7,8,12)
- Scott Garrett - ドラムス(#1,10,11)
- Joseph Bishara - プログラミング(#1,2,3,4,5,6,7,8,9,10)
- Eric Caudieux - プログラミング(#1,9,10,11,12)
- Korey Clarke - ゲストボーカル(#4)
- James Hall - ゲストボーカル・ピアノ(#5)
- Jaz Coleman - ゲストボーカル(#9)

## 評価
佐々木敦は「X JAPANでは見えにくかった彼のオルタナ精神がみなぎった音に愕然とした」「メロディアスでドラマチックなサウンドを追及するソロ活動・hide with Spread Beaverとは全く異なり、完全に海の向こうをターゲットにしている。そして、そのサウンドはハードコアでヘヴィ、インダストリアルで情け容赦のないパンク・ロックなのだった」「何も知らずに聴いたら、誰も日本人がリーダーだと思わないだろう。一分の隙もないカッコよさ。やっぱり彼は本物だった」と評している。
鹿野淳は「X JAPANの活動がリズミカルに行われていなかった時に、あのスピード感の世界でロックにダイブするhideがもどかしさを感じ、新しい価値観を自らに課したことは容易に想像できるし、だからこそhide宜しく『時代とのマッチングや作曲能力がずれてないという自己確認作業』なユニットが出来上がったのだろう」「8月に出す宣伝としてレイ・マクヴェイ、ポール・レイヴンと話をしたのだが、UKやアメリカで相当なキャリアと実績を積んだ彼らが何度も口にしたのは『この暴力的且つ破壊的なアルバムを作る中で確かなポジティビティを得た』『絶望感を鳴らす為の壊れたサウンドではなく、希望を見出すための現状打破の意思を示すサウンドを始めて作れた』ということだった。つまり、それこそがhideのオリジナリティであり、僕らのロックンロールという意識そのものなのである。『洋楽的』とか『自己完結』とかいう意見もあるが、僕は『hideが日本のロックに強く求めたロマンスが詰め込まれている作品だ』と確信している」と評している。